# Ekdil
Ekdil è una suddivisione dell'India, classificata come nagar panchayat, di 9.945 abitanti, situata nel distretto di Etawah, nello stato federato dell'Uttar Pradesh. In base al numero di abitanti la città rientra nella classe V (da 5.000 a 9.999 persone).

## Geografia fisica
La città è situata a 26° 45' 06 N e 79° 05' 27 E.

## Società

### Evoluzione demografica
Al censimento del 2001 la popolazione di Ekdil assommava a 9.945 persone, delle quali 5.272 maschi e 4.673 femmine. I bambini di età inferiore o uguale ai sei anni assommavano a 1.716, dei quali 891 maschi e 825 femmine. Infine, coloro che erano in grado di saper almeno leggere e scrivere erano 5.455, dei quali 3.327 maschi e 2.128 femmine.